# 히로시마시
히로시마시(일본어: 広島市 히로시마시[*])는 일본 히로시마현의 도시로, 현청 소재지이다. 일본에서 11번째로 인구가 많은 도시이며, 1974년에는 인구가 80만 명을 넘어 정령지정도시 지정을 요구해 온 결과 1980년 4월 1일에 정령지정도시로 지정되었다. 히로시마현 서부에 위치하며 주고쿠·시코쿠 지방에서 제일 큰 도시이다.
지리적으로는 산요 지방의 거의 중남부에 위치하고 있어서 히로시마 도시권의 중심이 되고 있다. 게이한신과 후쿠오카 도시권의 거의 중간 정도에 위치하고 있기 때문에 주고쿠 지방 및 시코쿠 지방을 총괄하는 정부 기관이나 전국 규모 기업의 지방 거점도 많이 놓여 있다. 또 서일본 유수의 공업 도시이기도 해 연안부는 공업지대를 이룬다. 근래에는 인구의 교외 유출도 계속해서 볼 수 있는 반면에 나카구의 인구밀도가 높아지는 등 도심 회귀의 경향도 볼 수 있다.

## 역사

### 중세

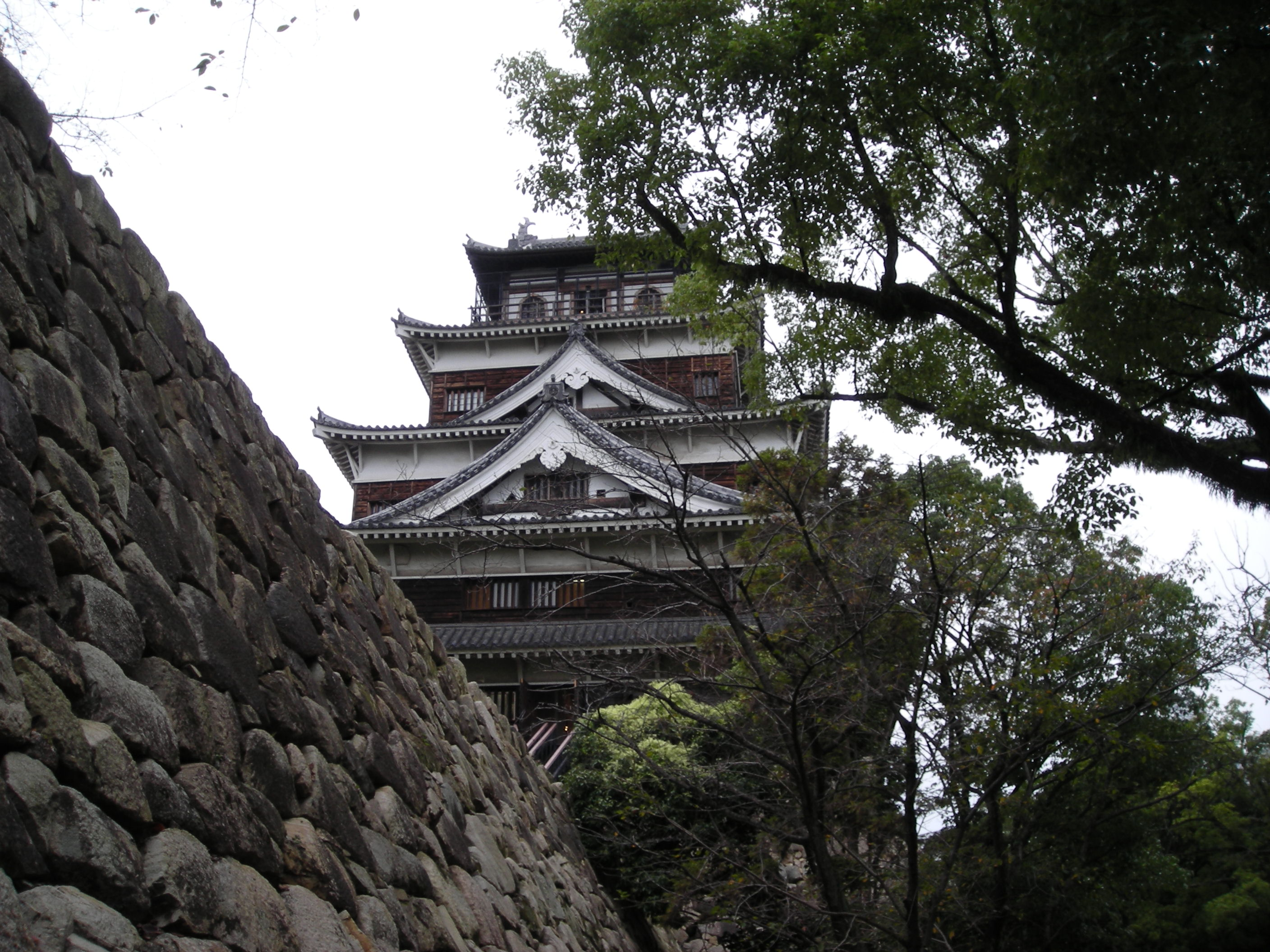
히로시마성

히로시마는 1589년에 모리 데루모토에 의해 세토 내해의 해안 삼각주에 세워졌다. 히로시마성은 빠르게 건설되었고 데루모토는 1593년에 예전의 근거지였던 고리야마성으로부터 이곳으로 옮겨왔다. 데루모토는 세키가하라 전투에서 패하였다. 승자인 도쿠가와 이에야스는 히로시마를 포함한 데루모토의 영지의 대부분을 몰수해 자신을 지지했던 다이묘인 후쿠시마 마사노리에게 주었다. 히로시마성은 1619년에 아사노 나가아키라에게 넘어갔고 나가아키라는 이 지역의 다이묘로 임명되었다. 아사노씨의 지배하에 도시는 별다른 군사적 충돌이나 소동없이 번영, 발전하였으며 확장되었다. 아사노씨는 19세기의 메이지 유신 때까지 이곳을 지배하였다.
히로시마는 에도 시대에 히로시마번의 수도 역할을 했고 1871년의 폐번치현 이후에는 히로시마현의 현청 소재지가 되었다. 메이지 시대의 도시화에 따라 히로시마는 일본의 주요 도시 중 하나가 되었다. 1870년대에 정부의 후원을학교 중 하나가 히로시마에 세워졌고 1880년대에는 히로시마 현령이었던 센다 사다아키의 노력으로 우지나항이 건설되었고 히로시마는 중요한 항구 도시가 되었다. 1894년에 산요 철도가 히로시마까지 연장되었고 청일 전쟁 때 군사 수송을 위해 항구에 철도역이 건설되었다. 전쟁 기간에 일본 정부는 일시적으로 히로시마로 옮겨왔고 일왕은 1894년 9월 15일부터 1895년 4월 27일까지 히로시마성을 본부로 삼았다. 히로시마의 중요성은 청일 전쟁이 끝난 후 1895년 2월 1일부터 1895년 2월 4일까지 양국 대표간의 첫 번째 회담이 열렸던 데에서도 알 수 있다. 19세기 후반에 방적 공장을 포함한 새로운 공장들이 히로시마에 세워졌다. 히로시마의 산업화를 더욱 자극한 것은 1904년의 러일 전쟁으로, 군사 보급품의 개발과 생산을 요하게 되었다. 1915년에 히로시마 물산진열관이 건설되어 신제품의 교역과 전시의 중심지가 되었고 이후 1921년에 히로시마현 상품진열소로 개칭하였다가 다시 1933년에 히로시마현 상업장려관으로 바뀌었다.

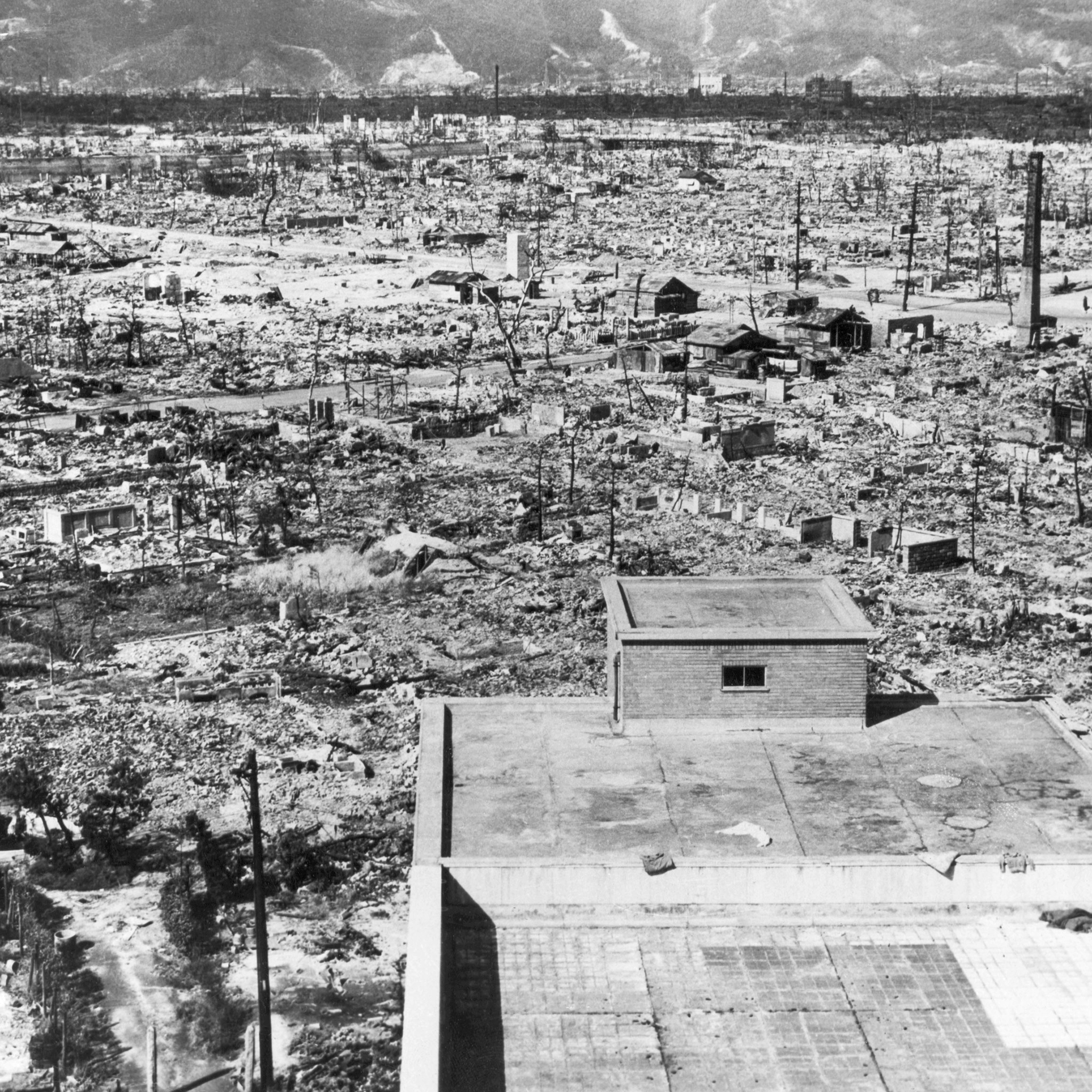
원자 폭탄 투하 후의 히로시마

### 원자 폭탄 투하
제2차 세계 대전 때 히로시마는 일본 제국 육군의 근거지가 되었고 우지나항은 일본 제국 해군의 근거지가 되었다. 도시에는 또한 커다란 병창이 있어 수송의 중심지였다. 1945년 8월 6일 오전 8시 15분, 미군은 세계 최초의 원자 폭탄인 리틀 보이를 히로시마시의 중심부에 투하했다. 당시 히로시마시의 인구는 약 34만 명이었으나 약 7~8만 명이 8월 6일 중에 사망했고 전쟁 이후 1945년 말까지 방사능 피해로 인해 시민 약 9~14만 명이 사망했다고 추정되고 있다. 이 중 한국인 사망자는 3만명에 달한다. 도시 건물의 약 69%가 완전히 파괴되었고 약 7%가 심각하게 훼손되었다.

### 현대
1945년 9월 17일, 쇼와 시대의 가장 큰 태풍 중 하나였던 마쿠라자키 태풍이 히로시마를 덮쳐 히로시마현 전체에서 3,000명 이상의 사상자가 발생했다. 도시 교각의 절반이 파괴되고 도로와 철도도 심각한 피해를 입어 히로시마는 더욱 황폐화되었다.
이 비극을 되풀이하지 않도록 1949년에 일본 국회에서 히로시마 평화기념도시 건설법이 제정되면서 도시는 재건되기 시작하였으며 같은 해 히로시마 평화기념공원의 설계안이 채택되었다. 또한 히로시마 평화기념공원의 일부로서 히로시마현 상업장려관이 파괴된 자리에 원폭 돔을 만들었다. 1955년에는 평화공원 내에 히로시마 평화기념 자료관이 개관하였다.
1949년에 히로시마는 일본 국회에 의해 국제평화문화도시를 선언하였다. 결과적으로 히로시마시는 평화와 사회 문제에 대한 국제 회의를 개최할 수 있는 바람직한 위치에 서게 되어 더욱 국제적인 관심을 받게 되었다. 히로시마시장의 발안으로 창설된 평화 시장 회의에는 130개가 넘는 나라에서 3000개 이상의 자치체가 가맹하고 있다.
전후에는 중공업과 자동차 산업을 중심으로 부흥해 공업도시가 되었다.
1973년 3월 20일 아사군 고요정, 사토정, 야스후루이치정, 아키군 세노가와정 등 4개 정이 히로시마시에 편입되었다.
1980년 4월 1일에는 정령지정도시로 지정, 7개 구가 설치되었다. 현재는 일본에서 10번째로 인구가 많다.
1985년 3월 20일 히로시마현 사에키군 이쓰카이치정이 폐지되고 히로시마시로 편입 합병되면서 그 정역 전체를 사에키구로 하여 사에키구가 신설되었다.

## 지리
남쪽은 세토 내해와 접하고 히로시마만을 이룬다. 시의 중심부를 흐르는 오타강의 하구에 열려 있는 삼각주상에 시가지가 형성되어 있다. 오타강 삼각주를 중심으로 히로시마 평야가 형성되어 있지만 그것을 둘러싸듯이 시의 서부·북부·동부에는 구릉지대가 형성되어 있다.

### 기후
| 히로시마시의 기후                                            | 히로시마시의 기후 | 히로시마시의 기후 | 히로시마시의 기후 | 히로시마시의 기후 | 히로시마시의 기후 | 히로시마시의 기후 | 히로시마시의 기후 | 히로시마시의 기후 | 히로시마시의 기후 | 히로시마시의 기후 | 히로시마시의 기후 | 히로시마시의 기후 | 히로시마시의 기후 |
| 월                                                           | 1월               | 2월               | 3월               | 4월               | 5월               | 6월               | 7월               | 8월               | 9월               | 10월              | 11월              | 12월              | 연간              |
| ------------------------------------------------------------ | ----------------- | ----------------- | ----------------- | ----------------- | ----------------- | ----------------- | ----------------- | ----------------- | ----------------- | ----------------- | ----------------- | ----------------- | ----------------- |
| 역대 최고 기온 °C (°F)                                       | 18.8 (65.8)       | 21.5 (70.7)       | 23.7 (74.7)       | 29.0 (84.2)       | 31.5 (88.7)       | 34.4 (93.9)       | 38.7 (101.7)      | 38.1 (100.6)      | 36.9 (98.4)       | 31.4 (88.5)       | 26.3 (79.3)       | 22.3 (72.1)       | 38.7 (101.7)      |
| 일평균 최고 기온 °C (°F)                                     | 9.9 (49.8)        | 10.9 (51.6)       | 14.5 (58.1)       | 19.8 (67.6)       | 24.4 (75.9)       | 27.2 (81.0)       | 30.9 (87.6)       | 32.8 (91.0)       | 29.1 (84.4)       | 23.7 (74.7)       | 17.7 (63.9)       | 12.1 (53.8)       | 21.1 (70.0)       |
| 일일 평균 기온 °C (°F)                                       | 5.4 (41.7)        | 6.2 (43.2)        | 9.5 (49.1)        | 14.8 (58.6)       | 19.6 (67.3)       | 23.2 (73.8)       | 27.2 (81.0)       | 28.5 (83.3)       | 24.7 (76.5)       | 18.8 (65.8)       | 12.9 (55.2)       | 7.5 (45.5)        | 16.5 (61.7)       |
| 일평균 최저 기온 °C (°F)                                     | 2.0 (35.6)        | 2.4 (36.3)        | 5.1 (41.2)        | 10.1 (50.2)       | 15.1 (59.2)       | 19.8 (67.6)       | 24.1 (75.4)       | 25.1 (77.2)       | 21.1 (70.0)       | 14.9 (58.8)       | 8.9 (48.0)        | 4.0 (39.2)        | 12.7 (54.9)       |
| 역대 최저 기온 °C (°F)                                       | −8.5 (16.7)       | −8.3 (17.1)       | −7.2 (19.0)       | −1.4 (29.5)       | 1.8 (35.2)        | 6.6 (43.9)        | 14.1 (57.4)       | 13.7 (56.7)       | 8.6 (47.5)        | 1.5 (34.7)        | −2.6 (27.3)       | −8.6 (16.5)       | −8.6 (16.5)       |
| 평균 강수량 mm (인치)                                        | 46.2 (1.82)       | 64.0 (2.52)       | 118.3 (4.66)      | 141.0 (5.55)      | 169.8 (6.69)      | 226.5 (8.92)      | 279.8 (11.02)     | 131.4 (5.17)      | 162.7 (6.41)      | 109.2 (4.30)      | 69.3 (2.73)       | 54.0 (2.13)       | 1,572.2 (61.90)   |
| 평균 강설량 cm (인치)                                        | 3 (1.2)           | 3 (1.2)           | 0 (0)             | 0 (0)             | 0 (0)             | 0 (0)             | 0 (0)             | 0 (0)             | 0 (0)             | 0 (0)             | 0 (0)             | 2 (0.8)           | 8 (3.1)           |
| 평균 강수일수 (≥ 0.5 mm)                                     | 6.8               | 8.3               | 10.6              | 9.9               | 9.7               | 11.9              | 11.6              | 8.6               | 9.6               | 7.1               | 6.9               | 7.6               | 108.6             |
| 평균 상대 습도 (%)                                           | 66                | 65                | 62                | 61                | 63                | 71                | 73                | 69                | 68                | 66                | 67                | 68                | 67                |
| 평균 월간 일조시간                                           | 138.6             | 140.1             | 176.7             | 191.9             | 210.8             | 154.6             | 173.4             | 207.3             | 167.3             | 178.6             | 153.3             | 140.6             | 2,033.1           |
| 출처: 일본 기상청 (평년값: 1991년~2020년, 극값: 1879년~현재) |                   |                   |                   |                   |                   |                   |                   |                   |                   |                   |                   |                   |                   |

### 행정구

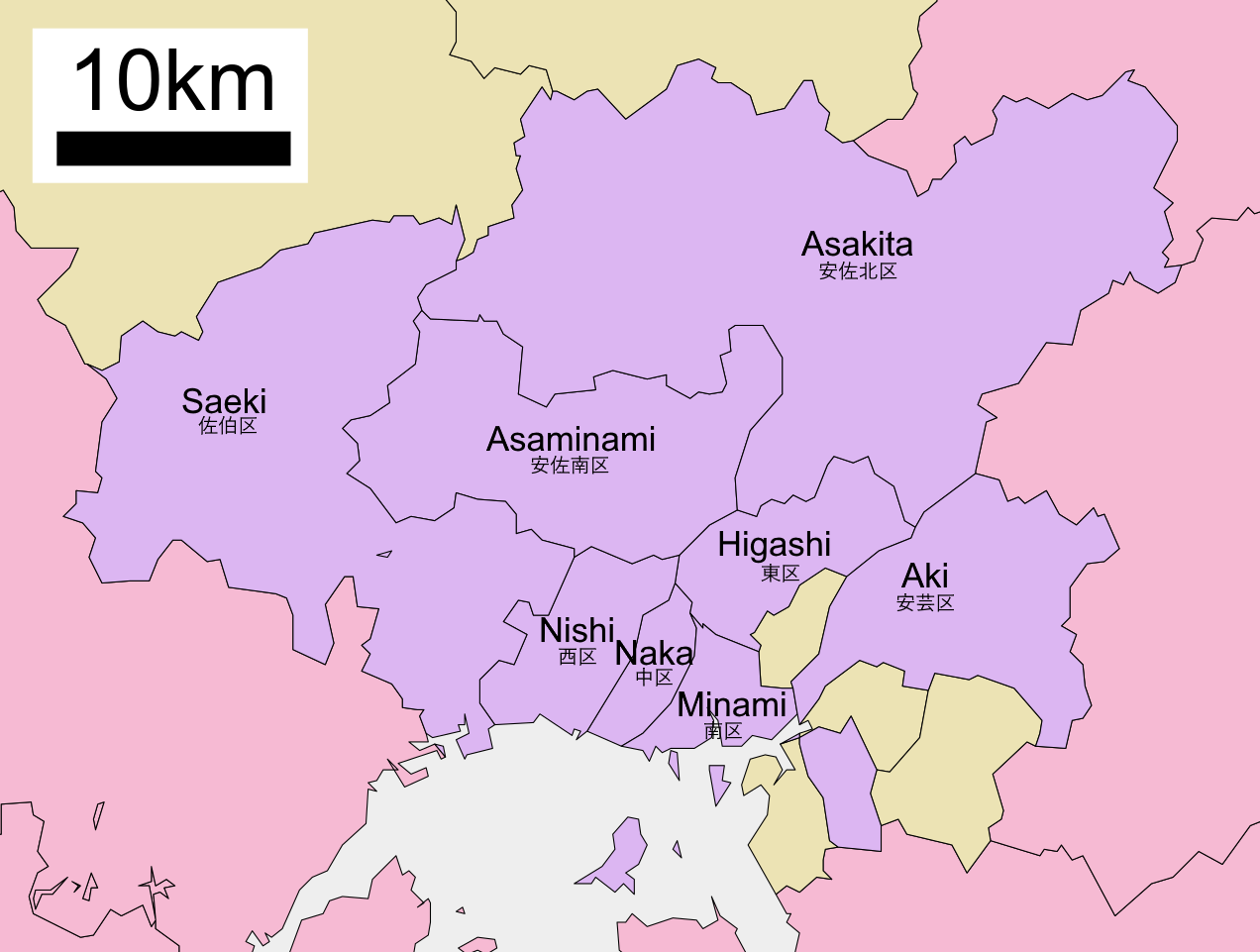
히로시마시의 구

| - 나카구(中区) - 니시구(西区) - 미나미구(南区) - 사에키구(佐伯区) | - 아키구(安芸区) - 아사키타구(安佐北区) - 아사미나미구(安佐南区) - 히가시구(東区) |

## 인구

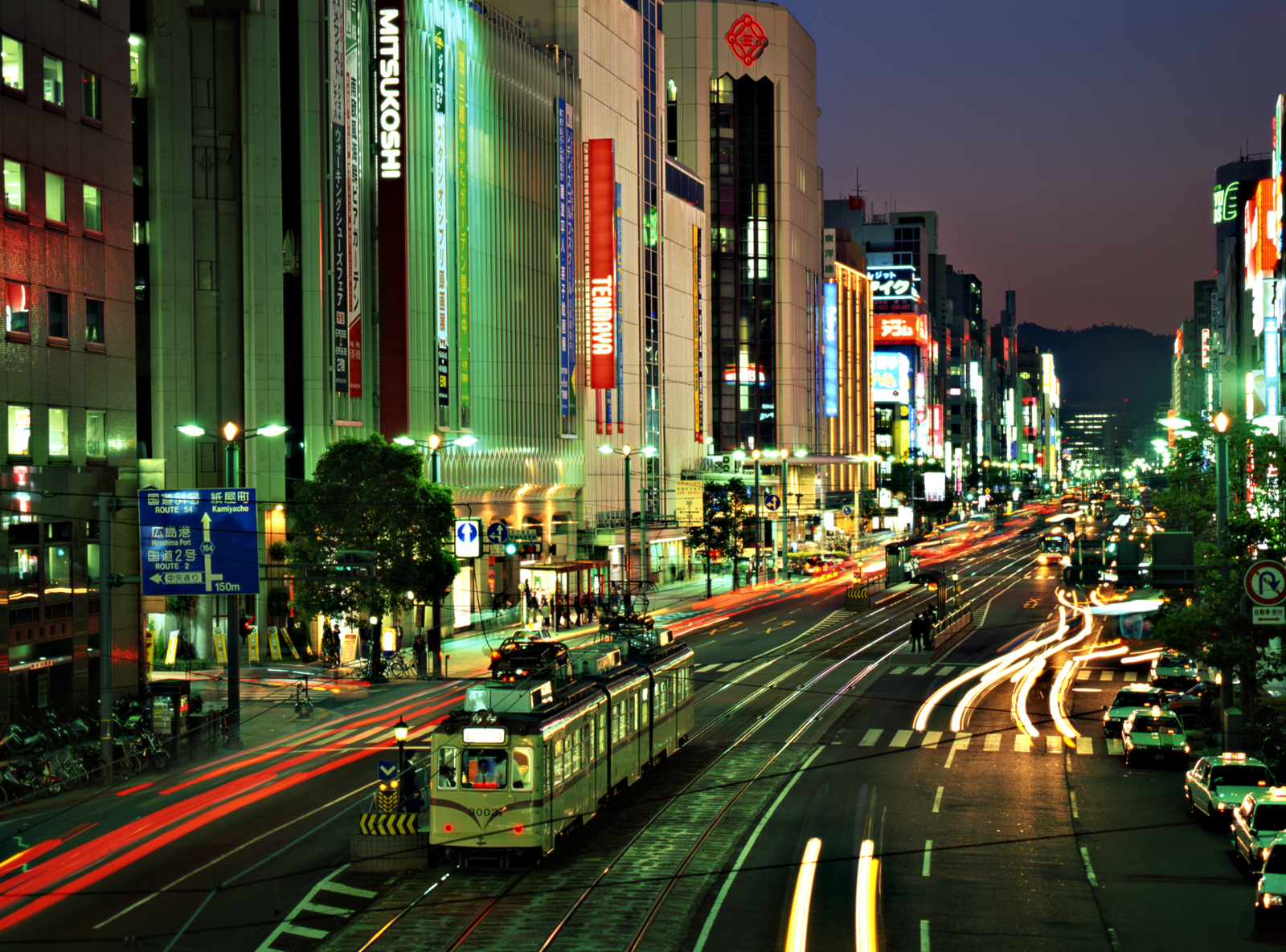
히로시마의 야경

2006년에 히로시마시의 추정 인구는 1,154,391명이고 2000년 히로시마 도시권의 추정 인구는 2,043,788명이었다. 시의 총 면적은 905.08km2이었고 인구밀도는 km2당 1275.4명이었다.
1910년에 도시의 인구는 143,000명이었다. 2차 대전 이전에 히로시마의 인구는 36만 명으로 증가하였고 1942년에 419,182명으로 정점에 달했다. 1945년의 원폭 투하 후에 인구는 137,197명까지 감소하였다. 1955년에 도시의 인구는 전쟁 이전의 수준을 회복하였다.

## 경제

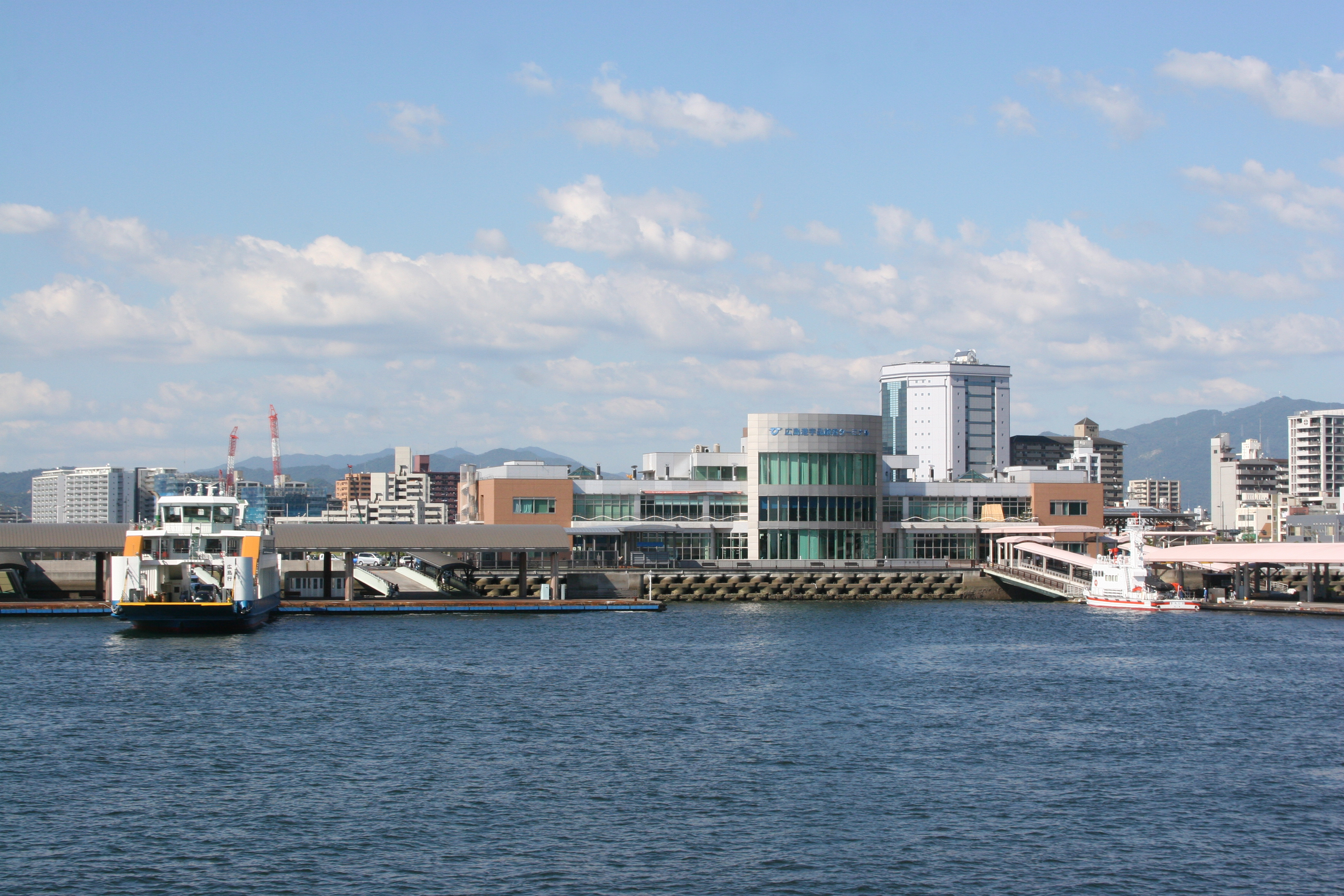
히로시마항

히로시마는 주고쿠-시코쿠 지방의 공업 중심지이고 해안 지역을 따라 공업 지대가 형성되어 있다. 히로시마는 오랫동안 항구 도시였고 히로시마항과 히로시마 공항은 상품 수송의 역할을 해왔다. 도시의 가장 큰 산업은 제조업이고 핵심 산업은 자동차 및 그 부품과 산업 장비 생산이다. 마쓰다는 히로시마의 지배적인 기업으로 히로시마의 GDP의 32%를 차지한다.
일반 기계와 장비도 수출의 커다란 부분을 차지한다. 히로시마에는 많은 혁신적인 기업들의 지사가 있으며 새로운 성장 분야에 활발하게 종사하고 있을 뿐만 아니라 도소매업과 같은 3차 산업도 빠르게 발전하고 있다. 산업 집중의 또다른 결과로 숙련된 노동력과 기초 기술의 축적을 들 수 있다. 이것은 많은 기업들이 히로시마에 위치하고 있는 주요한 이유이다. 사업 비용도 일본의 다른 도시들에 비해 저렴하며 포괄적인 세금 감면 시스템을 가지고 있다.
론리 플래닛의 조사에 따르면 히로시마는 일본의 도시들 중 통근 시간이 가장 짧으며 생계 비용이 도쿄, 오사카, 교토, 후쿠오카와 같은 대도시들에 비해 낮은 것으로 나타났다.

## 교육
- 히로시마 대학
- 히로시마 시립 대학
- 현립 히로시마 대학(일본어판)

## 교통

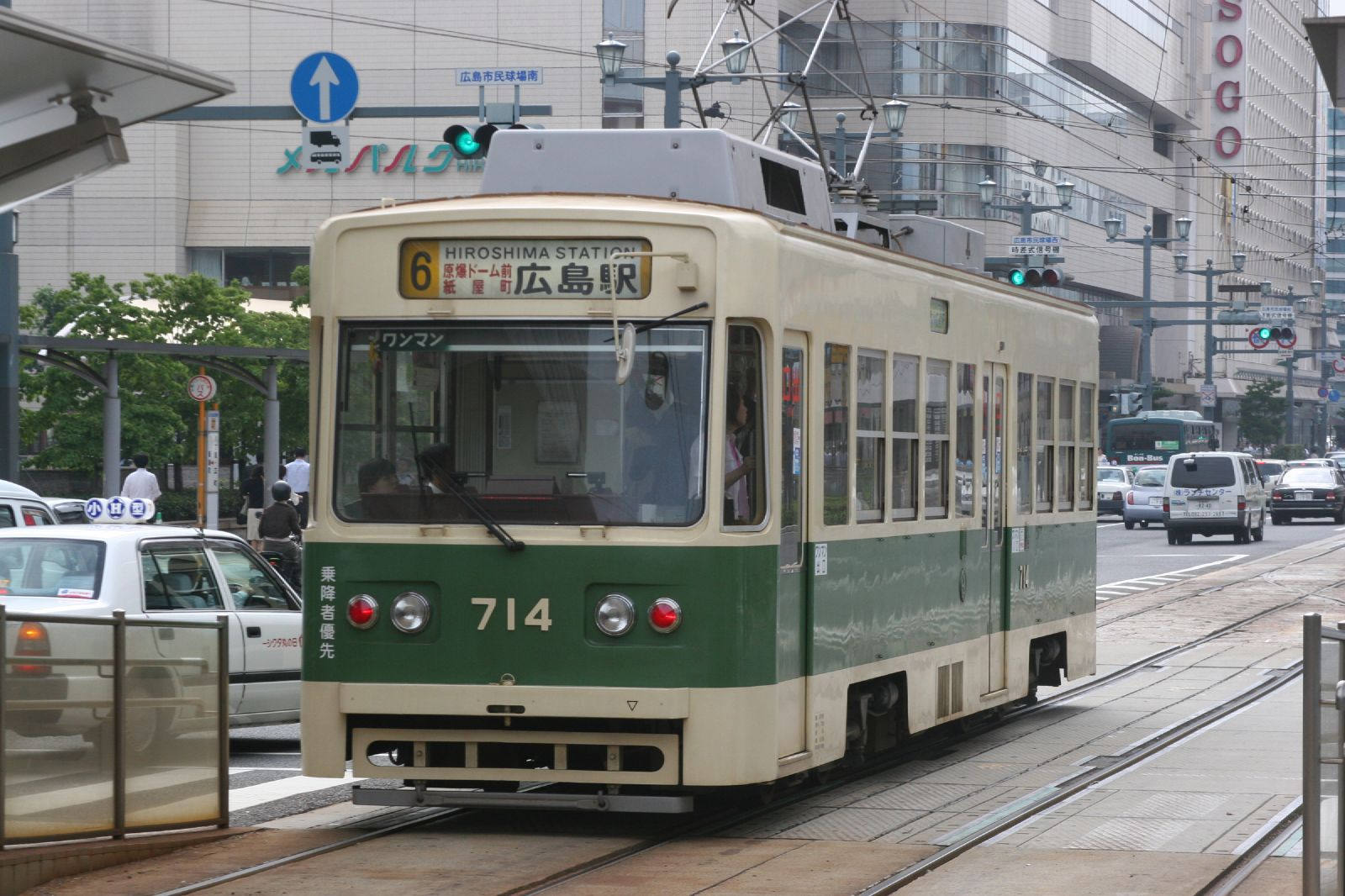
히로시마 전철의 경전철

### 철도
- 서일본 여객철도(JR 서일본)
  - 산요 신칸센
- 히로시마 전철
  - 본선
  - 우지나선
  - 에바선
  - 하쿠시마선
  - 히지야마선
  - 요코가와선
  - 미야지마선
- 히로시마 고속 교통
  - 히로시마 신교통 1호선

### 도로
- 고속도로
  - 주고쿠 자동차도, 산요 자동차도, 히로시마 자동차도, 히로시마 고속도로
- 국도
  - 국도 2호선, 국도 31호선, 국도 54호선, 국도 제191호선 (일본)(일본어판), 국도 제261호선 (일본)(일본어판), 국도 제433호선 (일본)(일본어판), 국도 제487호선 (일본)(일본어판), 국도 제488호선 (일본)(일본어판)

### 항공
히로시마 공항

## 관광

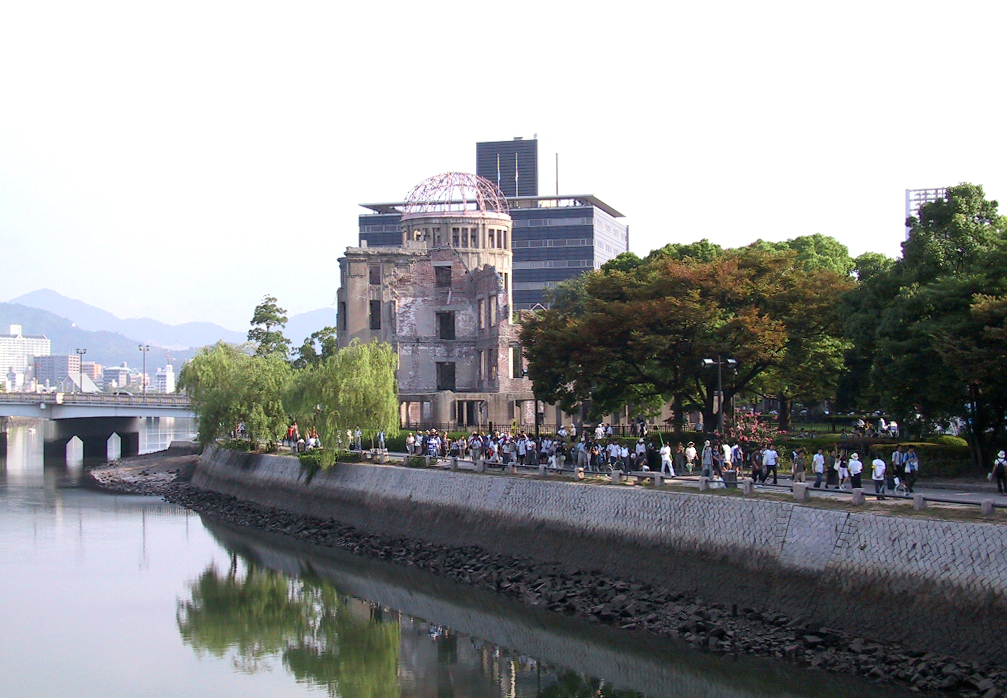
멀리서 본 원폭 돔

### 사적
- 히로시마성
- 원폭 돔

### 박물관
- 히로시마 평화 기념 자료관
- 히로시마 미술관
- 히로시마 현립 미술관
- 히로시마시 현대미술관

### 공원
- 히로시마 평화기념공원
- 슈케이엔

### 축제
- 히로시마 플라워 페스티벌
- 히로시마 국제 애니메이션 페스티벌

### 요리
- 오코노미야키
- 굴

## 스포츠

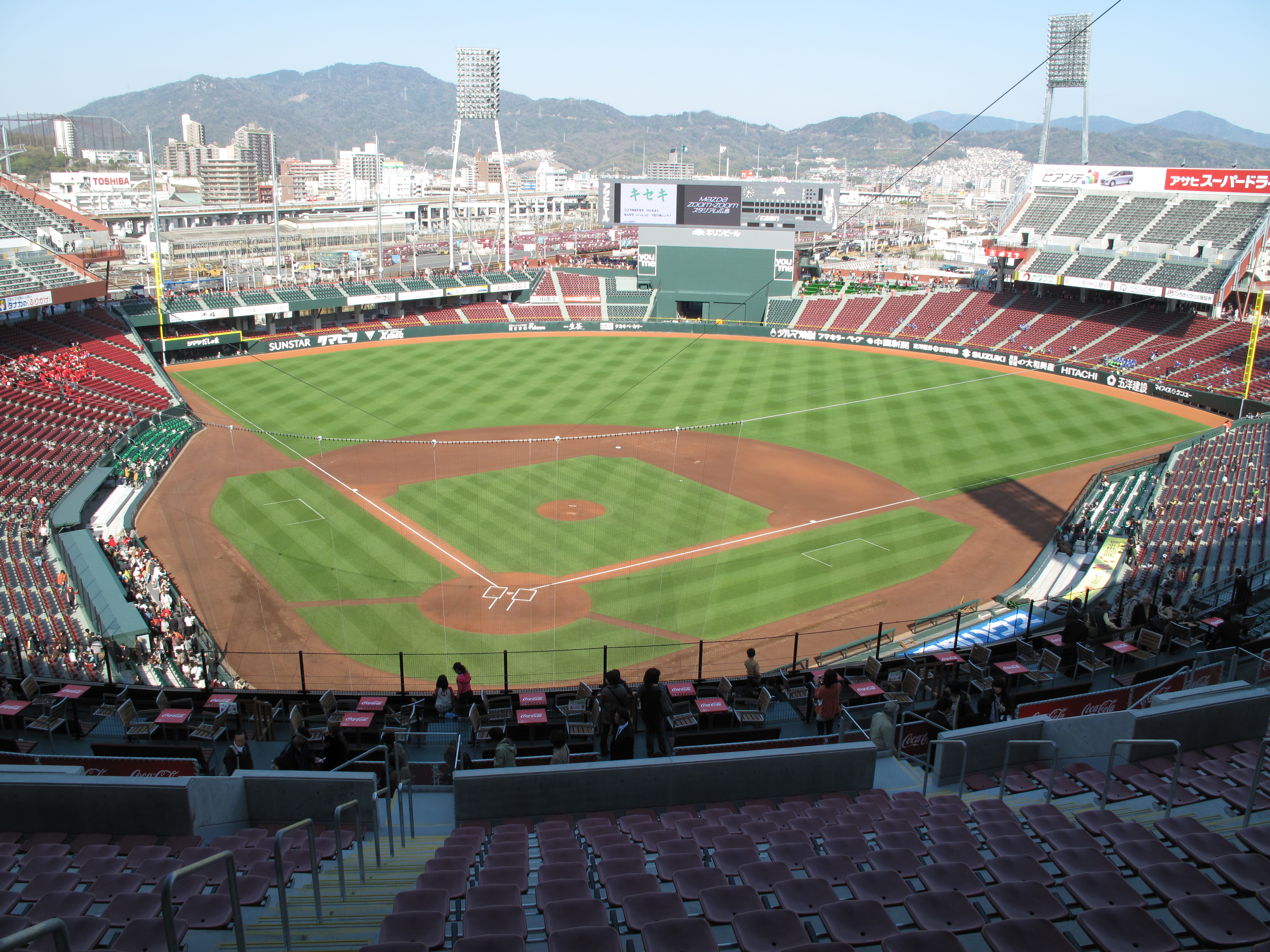
히로시마 도요 카프의 홈구장인 MAZDA Zoom-Zoom 스타디움 히로시마

히로시마는 1994년 아시안 게임의 개최지였다. 히로시마에 있는 프로 스포츠 팀으로는 다음이 있다.
| 구단               | 종목 | 리그        | 연고지                            | 설립연도 |
| ------------------ | ---- | ----------- | --------------------------------- | -------- |
| 산프레체 히로시마  | 축구 | J 리그      | 히로시마 빅 아치                  | 1938     |
| 히로시마 도요 카프 | 야구 | 센트럴 리그 | MAZDA Zoom-Zoom 스타디움 히로시마 | 1949     |

## 자매 도시
- 일본 나가사키시
- 대한민국 대구광역시
- 중화인민공화국 충칭시
- 캐나다 몬트리올
- 독일 하노버
- 미국 호놀룰루
- 러시아 볼고그라드

## 히로시마시를 무대로 한 작품

### 만화
- 맨발의 겐
- 카바치타레

## 출신자

### 역사상의 인물
- 아사노 나가아키라
- 안코쿠지 에케이

### 연예인
- 아야세 하루카
- 오키나 메구미
- 시타마니 히토미
- 오쿠다 다미오
- 야자와 에이키치
- 깃카와 고지
- 하마다 쇼고
- 가시노 유카, 니시와키 아야카 (퍼퓸의 구성원)
- 코노 사키(NMB48)
- 오키타 아야카(NMB48)

### 언론인
- 나카야마 카나 일본방송협회(NHK) 아나운서

## 주요 미디어
- BBC에서 제작한 《다큐멘터리 - 카운트다운 히로시마》(2005년 8월 제작, 2009년 8월 14일 문화방송에서 방영)